# Eugênia Barthelmess
Eugênia Barthelmess  (Curitiba, 18 de janeiro de 1959) é uma diplomata brasileira. Atualmente, é embaixadora do Brasil em Singapura.

## Biografia

### Vida pessoal
Nasceu na cidade de Curitiba, filha dos professores universitários Verner Artur Conrado Barthelmess e Heloísa Barthelmess.

### Formação Acadêmica
Em 1981, obteve bacharelado e licenciatura em Letras, com ênfase em Língua e Literatura Inglesa, pela Universidade Federal do Paraná (UFPR). No ano de 1986, concluiu mestrado em Letras pela mesma instituição.

### Carreira Diplomática
Ingressou na Turma de 1989-1990 do Instituto Rio Branco (IRBr). Concluída sua formação na academia diplomática brasileira, tomou posse no cargo de terceira secretária no ano de 1990.
Foi inicialmente lotada na Divisão das Nações Unidas, onde exerceu por quatro anos as atribuições de assistente. Em 1994, mudou-se para Washington, com vistas a integrar a Missão Permanente do Brasil junto à Organização dos Estados Americanos (OEA). Em 1995, deu-se sua promoção a segunda secretária.  No ano de 1998, passou a servir na Embaixada do Brasil em Quito.
Foi promovida a primeira secretária em 2001, quando também regressou ao Brasil e passou trabalhar na Divisão de América Meridional II.  Em 2004, foi designada assessora e chefe de Gabinete do Subsecretário-Geral da América do Sul. No ano seguinte, foi promovida a conselheira da carreira diplomática. Mudou-se para Bruxelas em 2007, para integrar o quadro da Missão do Brasil junto à União Europeia (UE).
Defendeu, em 2008, tese no Curso de Altos Estudos do Instituto Rio Branco, intitulada “Brasil e União Europeia: A Construção de uma Parceria Estratégica”, tendo, com isso, cumprido um dos requisitos necessários para a ascensão funcional na carreira diplomática. No mesmo ano, foi promovida a ministra de Segunda Classe.
Após seu regresso a Brasília, no ano 2011, passou a trabalhar na Assessoria Especial da Presidência da República. Em 2013, assumiu, inicialmente, o Departamento dos Estados Unidos, Canadá e Assuntos Interamericanos do Itamaraty e, em seguida, o Departamento de América do Sul Meridional. Em 2015, foi promovida a ministra de Primeira Classe, o mais elevado grau da carreira diplomática brasileira.
Em 2019, foi designada embaixadora do Brasil em Singapura, atribuição que atualmente exerce.

## Condecorações
- Ordem de Rio Branco, Brasil, Comendador (2006)
- Ordem de Rio Branco, Brasil, Grande Oficial (2013)
- Medalha Mérito Tamandaré, Brasil (2016)
- Ordem do Mérito Aeronáutico, Brasil, Grande Oficial (2017)
- Ordem de Rio Branco, Brasil, Grã-Cruz (2018)
- Orden Nacional del Mérito, Paraguai, Gran Oficial (2018)